# چرخ‌ریسک برازنده
چرخ‌ریسک برازنده (نام علمی: Pardaliparus elegans) یک گونه از پرندگان خانوادهٔ چرخ‌ریسکان بومی فیلیپین است.

## پراکندگی و زیستگاه
این گونه بومی فیلیپین است و در بیشتر جزیره‌ها گسترده‌است. زیستگاه‌های طبیعی آن جنگل‌های دشت نمناک نیمه‌گرمسیری و جنگل‌های کوهستانی نمناک نیمه‌گرمسیری یا گرمسیری است.